# قافلة أمنية

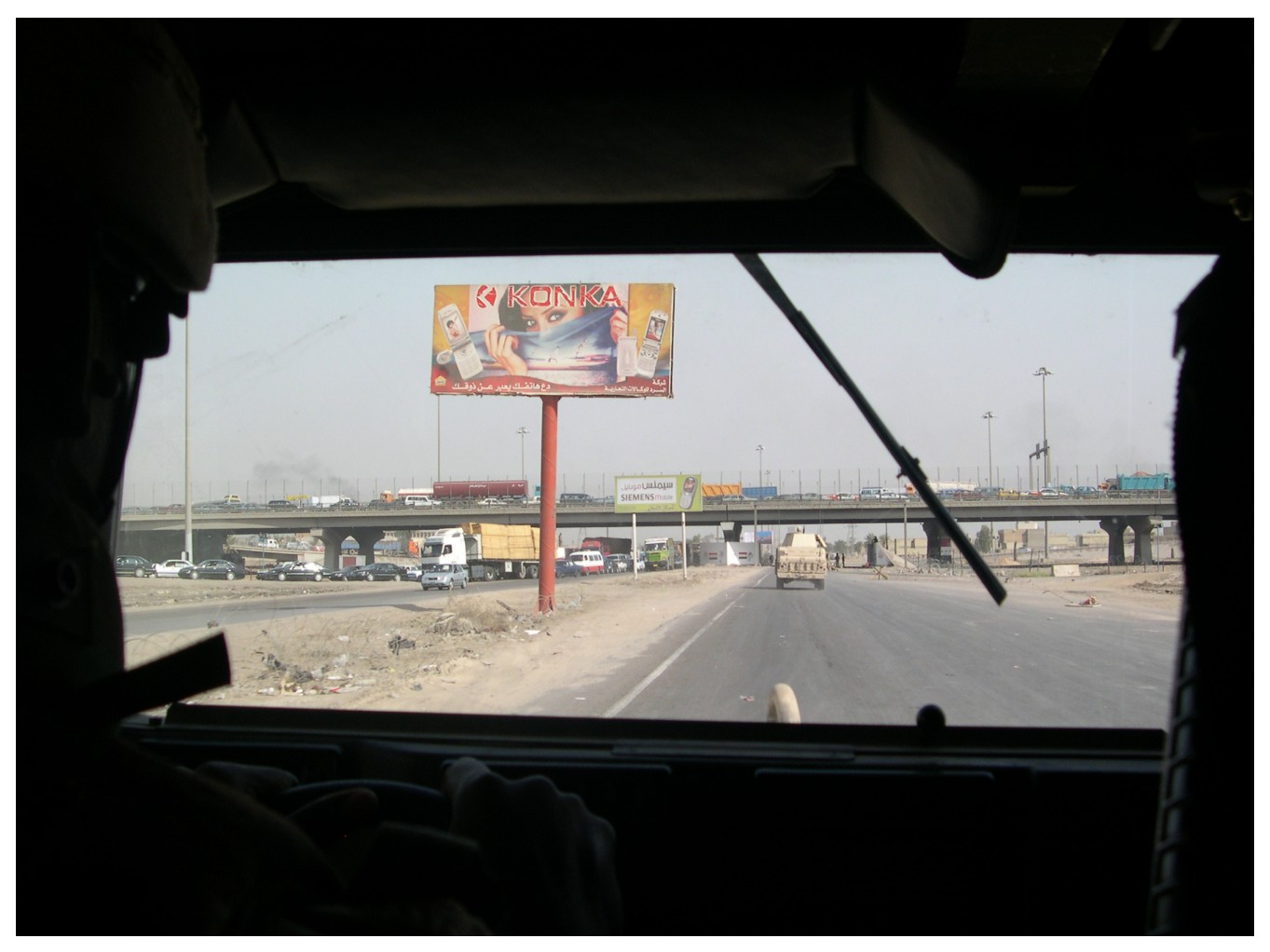
قافلة أمريكية في بغداد

القافلة الأمنية مجموعة من المركبات - سيارات أو دراجات أو سفن مثلا - تسافر معا من أجل المساندة والحماية. وكثيرا ما تخصص قوة مسلحة للدفاع عن القافلة. والمفهوم حاضر منذ القدم، فطالما مدت القوافل الجيوش بالإمدادات. إلا أن القوافل غير المسلحة موجودة أيضا عندما يسافر مدنيون خلال مناطق نائية أو خطرة. مستوى التنظيم وهيكل الإدارة من العوامل المؤثرة على نجاح القافلة في الاستجابة لحالات الطوارئ بالشكل المناسب.